# Palau Mèdici-Riccardi
El Palau Mèdici-Ricardi es troba a Florència, en la Via Cavour 3. Realitzat per Michelozzo di Bartolomeo l'any 1444, per encàrrec de Cosme el Vell amb un cost de 60.000 ducats, l'inventari de mobiliari de 1492 era de 81.000 ducats.

## Arquitectura

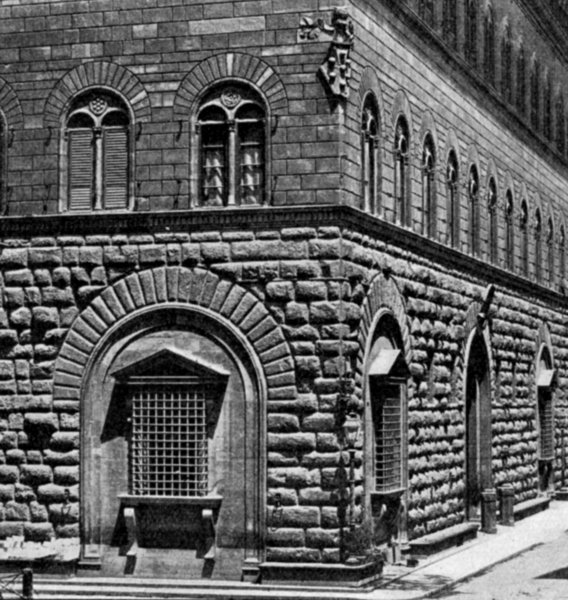
El Palau Mèdici-Ricardi el 1908

De planta renaixentista, es tracta d'un pati al voltant del qual es disposen els dormitoris.
La tradició florentina està present en el pati interior que és quadrat i sobretot en la utilització de l'esgrafiat, pres de l'art gòtic, representant garlandes que serveixen per unir una sèrie de mitjacanyes. Es forma de dos cossos, l'inferior té una arcada sobre una sèrie de columnes d'ordre compost, mentre que el cos superior és massís, en ell s'obren una sèrie d'obertures.
La façana està dividida en tres pisos pel mig de diferent tractament dels guarniments rústics i el coixí del seu mur. Hi ha una gradació d'un carreu bossellat a la part inferior que evoluciona a una forma de coixí molt més suau i polit a la part superior. La utilització del carreu bossellat es va utilitzar com a símbol de riquesa i poder, ja que era molt costós i difícil de fer. Cada pis se separa mitjançant cornises volades.
Important el dovellatge, dintre d'aquest hi han obertures biforades, això pres de l'antiguitat clàssica.
Aquesta construcció va posar les bases per als palaus toscans de l'arquitectura del Renaixement, existeixen exemples molt similars com el Palau Rucellai o el Palau Pitti.

## Cappella dei Magi

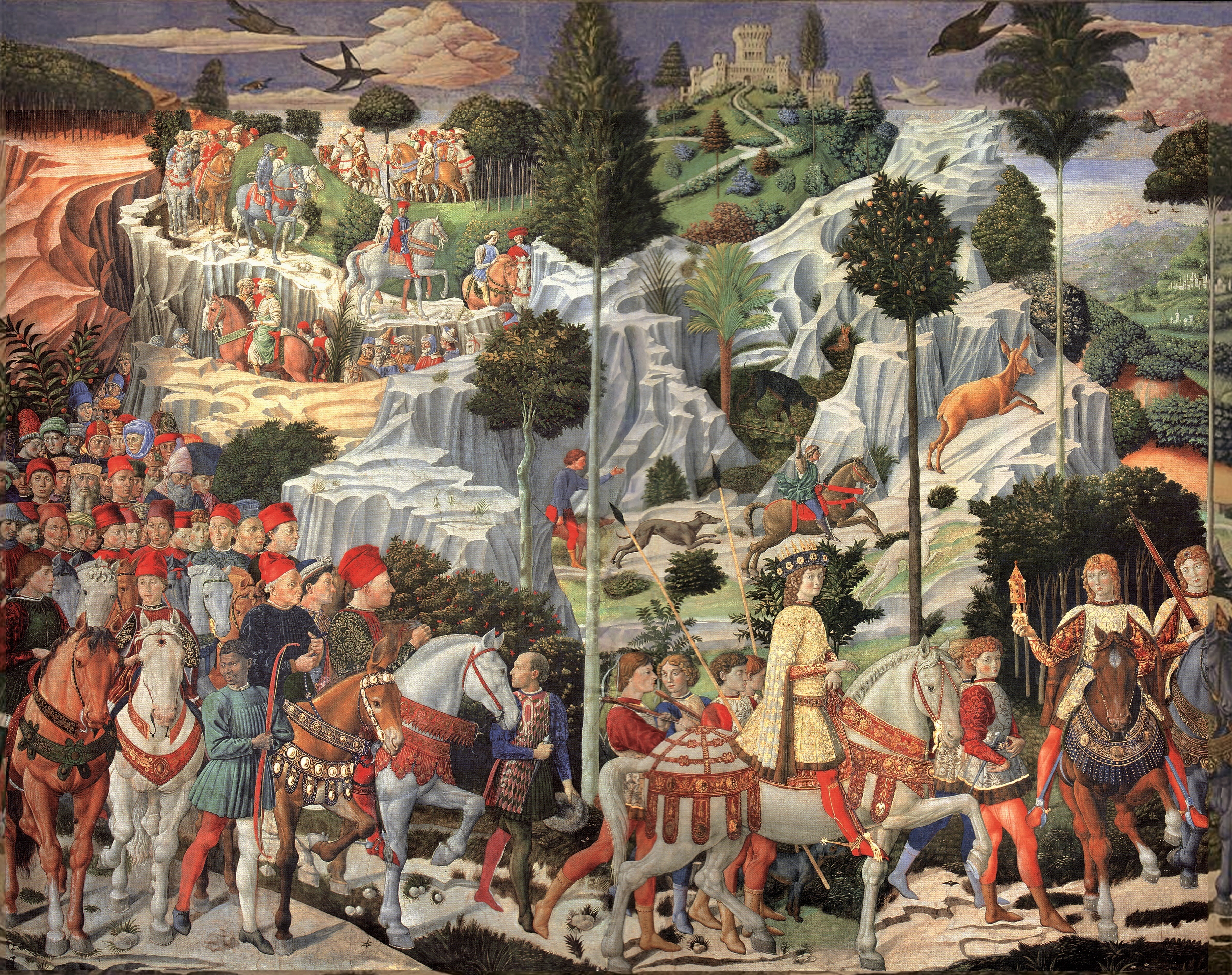
Pintura al fresc per Gozzoli al mur de l'est

Cappella dei Magi (capella dels Mags) és una estança a la planta noble del Palau. Els seus murs estan coberts per un cicle efectuat amb pintura al fresc de l'artista Benozzo Gozzoli realitzats entre el 1459 i el 1461. Al segle xvii es va destruir part de la superfície pictòrica per obrir una nova escala, que és l'accés actual a la capella.
Gozzoli va pintar al fresc tres dels murs amb el tema del Viatge dels Mags a Betlem, encara que l'assumpte religiós no en sembla més que un pretext o justificació per a la glorificació dels Mèdici i una oportunitat perquè el pintor demostrés el seu mestratge en tres gèneres pictòrics: El retratístic, l'eqüestre i el paisatge